# 多脉润楠
多脉润楠（学名：Machilus multinervia），为樟科润楠属下的一个植物种。